# Бригада сопровождения фюрера
Бригада сопровождения фюрера (нем. Führer-Begleit-Brigade) — отборное формирование вермахта. Созданное на базе эскортного батальона охраны фюрера А. Гитлера, за период существования было развёрнуто в дивизию.

## История формирования
В июне 1938 года из 7-й и 8-й рот полка «Великая Германия» сформировано подразделение сопровождения фюрера (нем. Kommando 'Führerreise'), позднее известно под названиями Führerbegleitkommando и Frontgruppe der FHQ Truppen, а в октябре 1939 года переименовано в батальон (нем. Führer-Begleit Bataillon) . Это подразделение охраняло и сопровождало А. Гитлера, при охране ставок фюрера отвечало за первый периметр. В течение 1941—1944 годов из состава батальона выделялись «боевые группы», отправляемые на участки Восточного фронта.
В августе 1944 года, после подавления заговора 20 июля 1944 года, батальон сопровождения развернут в полк (нем. Führer-Begleit-Regiment), а в ноябре — в бригаду сопровождения фюрера (нем. Führer-Begleit-Brigade). Тогда же принято решение сформировать бригаду по штатам танково-гренадерской (моторизованной) и превратить её в полноценное боевое соединение. Сформированное на основе отдельных подразделений дивизии «Великая Германия», соединение и в дальнейшем комплектовалась военнослужащими из её рядов, на командные должности назначались только офицеры дивизии «Великая Германия».
Все военнослужащие бригады получали право на ношение именной нарукавной манжетной ленты «Großdeutschland» на правом рукаве мундира и шифровок на погоны с вензелем «GD». Личный состав, непосредственно охраняющий ставку фюрера, дополнительно носил манжетную ленту с надписью «Führerhauptquartier» («Главная ставка фюрера») на левом рукаве.
В составе бригады были моторизованный, танковый, артиллерийский полки, части усиления. В январе 1945 года был получен приказ развернуть бригаду в дивизию (нем. Führer-Begleit-Division), но фактически никаких изменений в штатном расписании не последовало. В апреле 1945 года части дивизии сопровождения фюрера окружены и разгромлены советскими войсками.

## Участие в боевых действиях
Бригада участвовала в декабре 1944 года в наступлении в Арденнах, в составе 47-го танкового корпуса 5-й танковой армии генерала Хассо фон Мантойфеля. 22 декабря 1944 года отличилась при штурме Сент-Вита — важного опорного пункта обороны американских войск. Затем, подразделения бригады принимали участие в неудачной попытке захвата Бастони. В этом городе, удерживаемом 101-й американской воздушно-десантной дивизией, пересекались семь главных дорог в Арденнах, которые были необходимы для снабжения наступающей немецкой группировки.
В январе 1945 года бригада переброшена на Восточный фронт, в Восточную Померанию, для противодействия наступлению советских войск в Померании. 17 февраля 1945 года дивизия сопровождения фюрера, совместно с гренадерской дивизией «Фюрер», нанесли сильный контрудар по 47-й армии 1-го Белорусского фронта, в районе Штаргарда и потеснили советские войска.
В марте 1945 года дивизия переброшена в Моравию, в район Троппау, где вошла в состав гарнизона. В середине апреля части дивизии были выбиты из города и отброшены с большими потерями. Остатки дивизии сопровождения фюрера были переброшены на север и в составе 4-й танковой армии вермахта участвовали в попытке деблокады Берлина, окруженного советскими войсками. 23 апреля 1945 года немецким войскам удалось прорвать советскую оборону и продвинуться на 20 километров в направлении Шпремберга, угрожая выйти в тылы 1-го Украинского фронта. Через несколько дней, частями 4-й гвардейской танковой армии немецкая группировка в районе Шпремберга в Шпремберг-Торгауской операции окружена и уничтожена.
В числе уничтоженной шпрембергской группировки находилась и дивизия сопровождения фюрера.

## Организация
Ниже штаты формирований «Батальон → дивизия сопровождения фюрера» за всю историю существования:
 Эскортный батальон фюрера (Führer-Begleit-Bataillon), март 1941 года
- штаб (Stab);
- 1-я охранная рота (1. WachKompanie);
- 2-я моторизованная рота (2. Infanterie-Kompanie (mot));
- 3-я тяжелая рота поддержки (3. Schwere-Kompanie));
- 4-я танковая рота (4. Panzer-Kompanie)).

 Полк сопровождения фюрера (Führer-Begleit-Regiment), август 1944 года
- штаб полка (Regimentstab);
- 1-я моторизованная рота (1. Panzergrenadier-Kompanie);
- 2-я моторизованная рота (2. Panzergrenadier-Kompanie);
- 3-я моторизованная рота (3. Panzergrenadier-Kompanie);
- 4-я моторизованная рота поддержки (4. Panzergrenadier-Schwere-Kompanie);
- 5-я танковая рота (5. Panzer-Kompanie));
- 6-я пехотная рота (6. Grenadier-Kompanie);
- 7-я пехотная рота (7. Grenadier-Kompanie);
- 8-я стрелковая рота (8. Schutzen-Kompanie);
- 9-я рота поддержки (9. Schwere-Kompanie);
- 10-я зенитная рота (10. Flak-Kompanie);
- 11-я штурмовая саперная рота (11. Sturm-Pionier-Kompanie).

 Бригада сопровождения фюрера (Führer-Begleit-Brigade), ноябрь 1944 года
- штаб бригады (Brigadestab);
- штабная рота (Stabs-Kompanie);
- моторизованный полк (Panzergrenadier-Regiment «FBB»);
- танковый полк (Panzer-Regiment «FBB»);
- зенитный артиллерийский полк фюрера (Führer-Flak-Regiment «FBB»);
- артиллерийский дивизион (Artillerie-Abteilung «FBB»).

 Дивизия сопровождения фюрера (Führer-Begleit-Division), 15 февраля 1945 года
- командование дивизии (Kommando-Panzer-Division);
- 120-е топографическое отделение (Division-Karten-Stellung 120);
- 100-й моторизованный полк (Panzer-Grenadier-Regiment 100);
- 102-й танковый полк (Panzer-Regiment 102);
- 120-й артиллерийский полк (Panzer-Artillerie-Regiment 120);
- 673-й противотанковый дивизион (Panzer-Jäger-Abteilung 673);
- 120-й сапёрный батальон (Panzer-Pionier-Bataillon 120);
- 120-й батальон связи (Panzer-Nachrichten-Abteilung 120);
- 120-й полевой запасной батальон (Feldersatz-Bataillon 120);
- 120-й батальон подвоза (Kommandeur der Panzer-Nachschubtruppen 120);
- ремонтные и санитарные части;
- 102-я рота бронеавтомобилей (Panzer-Jäger-Abteilung 673);
- 120-я рота обеспечения (Verwaltung-Kompanie 120);
- 120-я взвод полевой жандармерии (Felgendarmerie Trupp 120);
- 120-я станция полевой почты (Feldpost-Amt 120).

## Командиры
Эскортный батальон фюрера (нем. Führer-Begleit-Bataillon)
- Полковник Эрвин Роммель (25.08.1939-22.01.1940);
- Подполковник Курт Томас[нем.] (22.01.1940-01.08.1942);
- Капитан Вильгельм Польманн (01.08.1942-19.01.1943);
- Подполковник Густав Стреве[нидерл.] (19.01.1943-01.09.1944).

Бригада сопровождения фюрера (нем. Führer-Begleit-Brigade)
- Полковник Отто-Эрнст Ремер (ноябрь 1944-26.01.1945).

Дивизия сопровождения фюрера (нем. Führer-Begleit-Division)
- Генерал-майор Отто-Эрнст Ремер (31.01.1945-30.04.1945).